# Monster Hunter (film)
Monster Hunter je fantasy akční thriller film podle předlohy stejnojmenné videoherní série Monster Hunter studia Capcom. V hlavní rolích se objevili Milla Jovovich, Tony Jaa, americký rapper T.I., Ron Perlman a Diego Boneta.

## Obsazení
- Milla Jovovich jako Artemis
- Tony Jaa jako The Hunter
- Clifford "T.I." Harris, Jr. jako Link
- Ron Perlman jako Admiral
- Diego Boneta

## Produkce
V roce 2012 bylo oznámeno, že režisér filmové série Resident Evil Paul W. S. Anderson by mohl režírovat adaptaci filmové série Monster Hunter. Během Tokyo Game Show v září 2016 producent studia Capcom Ryozo Tsujimoto stanovil, že Monster Hunter film je ve vývoji. V listopadu 2016, magazín Deadline oznámil, že Paul W. S. Anderson a producent Jeremy Bolt dostali práva od Capcomu pro adaptaci Monster Hunter filmu.
Během filmového festivalu v Cannes v roce 2018, Constantin Film potvrdil, že natáčení filmu začne v Kapském Městě v Jižní Africe v září 2018 s rozpočtem okolo 60 milionů dolarů.
Hlavní natáčení filmu začalo 5. října 2018 v Kapském Městě.